# 9960 Sekine

9960 Sekine

9960 Sekine eller 1991 VE4 är en asteroid i huvudbältet som upptäcktes den 4 november 1991 av den japanska astronomen Satoru Otomo i Kiyosato. Den är uppkallad efter Masumi Sekine.
Asteroiden har en diameter på ungefär 3 kilometer.